# Ethiopica glauchroa
Ethiopica glauchroa là một loài bướm đêm trong họ Noctuidae.